# Педро Гальєсе
Педро Гальєсе (ісп. Pedro Gallese, нар. 23 лютого 1990, Ліма) — перуанський футболіст, воротар клубу «Веракрус».
Виступав, зокрема, за клуби «Атлетіко Мінеро», «Універсідад Сан-Мартін» та «Хуан Ауріч», а також національну збірну Перу.

## Клубна кар'єра
У дорослому футболі дебютував 2009 року виступами за команду клубу «Атлетіко Мінеро». 
2010 року перейшов до клубу «Універсідад Сан-Мартін». Відіграв за команду з Ліми наступні чотири сезони своєї ігрової кар'єри.
2015 року уклав контракт з клубом «Хуан Ауріч», у складі якого провів один сезон. Більшість часу, проведеного у складі «Хуан Ауріча», був основним голкіпером команди.
До складу клубу «Веракрус» приєднався 2016 року.

## Виступи за збірну
2014 року дебютував в офіційних матчах у складі національної збірної Перу. Наразі провів у формі головної команди країни 24 матчі.
У складі збірної був учасником розіграшу Кубка Америки 2015 року у Чилі, на якому команда здобула бронзові нагороди, розіграшу Кубка Америки 2016 року у США.

## Титули і досягнення
- Срібний призер Кубка Америки: 2019
- Бронзовий призер Кубка Америки: 2015